# Častkovce
Častkovce jsou obec v západním Slovensku v okrese Nové Mesto nad Váhom. Žije v nich přibližně 1 600 obyvatel.

## Historie
První písemná zmínka o vesnici pochází z roku 1392.

## Přírodní poměry
Obec leží na úpatí Bílých Karpat, asi osm kilometrů jižně od Nového Města nad Váhom. Východně od vsi protéká potok Dubová, jehož tok je chráněn jako přírodní památka Brehové porasty Dubovej. Do katastrálního území obce zasahuje část chráněného areálu Čachtické Karpaty.

## Pamětihodnosti
Nejvýznamnější památkou ve vesnici je původně renesanční zámeček postavený roku 1640, v 18. století barokně přestavěný. Kaple Cyrila a Metoděje pochází z konce 19. století.